# Kapslørugle
Kapslørugle (Tyto capensis) er en fugleart, der lever i det Subsahariske Afrika.